# Попов, Виктор Александрович
Ви́ктор Алекса́ндрович Попо́в (21 декабря 1916, Верх-Ушнур, Уржумский уезд, Вятская губерния, Российская империя — 18 марта 1998, Йошкар-Ола, Марий Эл, Россия) — советский военный деятель. В годы Великой Отечественной войны — офицер разведки штаба 868 стрелкового полка 287 стрелковой дивизии на 1 Белорусском фронте, капитан. Представлялся к званию Героя Советского Союза, но был награждён орденом Ленина (1945). Член ВКП(б) с 1942 года.

## Биография
Родился 21 декабря 1916 года в дер. Верх-Ушнур ныне Советского района Марий Эл в семье священника.
В 1940 году окончил 1 курс Марийского педагогического института.
В январе 1940 года призван в РККА. Участник Великой Отечественной войны: в 1943 году окончил курсы младших лейтенантов Брянского фронта, офицер разведки штаба 868 стрелкового полка 287 стрелковой дивизии на 1 Белорусском фронте, капитан. В 1942 году вступил в ВКП(б). Тактически грамотный и хладнокровный командир, умело готовил действия вверенных подразделений. Со взводом разведки первым переправился через р. Одер и закрепился на левом берегу, отразил большую контратаку, пленил 30 солдат. Был ранен. В 1945 году представлялся к званию Героя Советского Союза, но был награждён орденом Ленина. Также награждён орденами Отечественной войны II (дважды) и I степени, Красной Звезды и медалями, в том числе: «За взятие Берлина», «За освобождение Праги» и др.
После демобилизации находился на хозяйственной работе в Йошкар-Оле Марийской АССР, Красноярском крае, Куженерском районе МарАССР. 
Ушёл из жизни 18 марта 1998 года в Йошкар-Оле, похоронен там же.

## Награды
- Орден Ленина (10.04.1945)[4][5]
- Орден Отечественной войны I степени (10.02.1944)[4][5]
- Орден Отечественной войны II степени (15.01.1944, 06.04.1985)[4][5][6]
- Орден Красной Звезды (28.08.1944)[4][5]
- Медаль «За победу над Германией в Великой Отечественной войне 1941—1945 гг.» (09.05.1945)[4][5]
- Медаль «За взятие Берлина»[4][5]
- Медаль «За освобождение Праги»[4][5]
- Медаль «За доблестный труд. В ознаменование 100-летия со дня рождения Владимира Ильича Ленина»

## Память
В 1977 году его живописный портрет нарисовал известный художник Марийской АССР Ю. А. Желваков.